# Kirbyville (Texas)
Kirbyville es una ciudad ubicada en el condado de Jasper en el estado estadounidense de Texas. En el Censo de 2010 tenía una población de 2.142 habitantes y una densidad poblacional de 341,04 personas por km².

## Geografía
Kirbyville se encuentra ubicada en las coordenadas 30°39′30″N 93°54′0″O / 30.65833, -93.90000. Según la Oficina del Censo de los Estados Unidos, Kirbyville tiene una superficie total de 6.28 km², de la cual 6.26 km² corresponden a tierra firme y (0.37%) 0.02 km² es agua.

## Demografía
Según el censo de 2010, había 2.142 personas residiendo en Kirbyville. La densidad de población era de 341,04 hab./km². De los 2.142 habitantes, Kirbyville estaba compuesto por el 73.11% blancos, el 19.51% eran afroamericanos, el 1.03% eran amerindios, el 0.65% eran asiáticos, el 0.09% eran isleños del Pacífico, el 3.97% eran de otras razas y el 1.63% pertenecían a dos o más razas. Del total de la población el 7.7% eran hispanos o latinos de cualquier raza.